# Приазовский заказник
Приазовский заказник — государственный природный заказник федерального значения в Краснодарском крае.

## История
Основан 11 апреля 1958 года. Заказник был создан с целью охраны и воспроизводства объектов животного мира, а также биоценозов плавневых экосистем.

## Расположение
Заказник располагается в Кубано-Приазовской низменности Славянского района Краснодарского края. Площадь заказника составляет 42 200 га.

## Климат
Климат умеренно-континентальный. В январе температура может опускаться до −20 °С, в июле среднесуточная температура составляет 23 °С. Среднегодовое количество осадков составляет 600 мм.

## Флора и фауна
Большая часть территории заказника заросла тростником, осокой, рогозом, камышом, белой кувшинкой, стрелолистом, телорезом, чилимом или водяным орехом. В заказнике произрастает краснокнижное растение — кубышка жёлтая. В заказнике обитают дикие кабаны, енотовидные собаки, ондатры. Заказник населяет богатое разнообразие птиц — лебеди, лысухи, серые гуси, кряквы, кулики, выпи, бакланы, чирки, нырки, серые куропатки, жаворонки и др. Здесь водятся и редкие виды птиц, которые занесены в красную книгу — колпица, каравайка, черноголовая чайка, ходулочник. В водоемах обитает более 15 видов рыб.